# 496
496是495与497之间的自然数。

## 数学性质
- 合數，正因數有1、2、4、8、16、31、62、124、248和496。
質因數分解為{\displaystyle 2^{4}\times 31}。
- 第3個完全數，其中，496 = {\displaystyle 2^{4}\times \left(2^{5}-1\right)}對應的梅森素数為31。前一個為28、下一個為8128。
  - 由於496不能被所有比它小的半完全數整除，因此是第12個本原半完全數。前一個為490、下一個為550。
- 第6個歐爾調和數，因數调和平均数為5。前一個為270、下一個為672。
- 不尋常數，大於平方根的質因數為31。
- 十进制的奢侈數。
- 第六個歐爾調和數
- 第三十一個三角形数[1]
- 第十六个六边形数[2]

1. ↑  Sloane, N.J.A. (编). . The On-Line Encyclopedia of Integer Sequences. OEIS Foundation.
2. ↑  Sloane, N.J.A. (编). . The On-Line Encyclopedia of Integer Sequences. OEIS Foundation.